# Sanity (lucha libre)
Sanity (estilizado como SAni†Y o SAnitY) fue un stable de lucha libre en la WWE quiénes estaba conformado por Eric Young, Nikki Cross, Sawyer Fulton, Alexander Wolfe y Killian Dain. 
Young y Wolfe son ex Campeones en Parejas de NXT, los cuales consiguieron en NXT TakeOver: Brooklyn III tras derrotar a The Authors of Pain.

## Historia
Antes de su formación, Fulton y Wolfe habían realizado trabajo en equipo en NXT. Por otra parte, Nikki Cross estaba llegando a ser parte de NXT. Mientras tanto, el 28 de abril en NXT, Eric Young tuvo una aparición especial en NXT confrontando a Samoa Joe. Esa misma noche, tuvo su lucha contra Joe donde perdió. Tras esto, no volvió a aparecer.

### WWE (2016-2019)

#### NXT Wrestling (2016-2018)
Después de una serie de rumores, el 4 de octubre del 2016 se anunció que "SAnitY" sería parte del segundo torneo anual Dusty Rhodes Tag Team Classic, a pesar de que la identidad de los miembros del grupo aún no estaba revelada.
El 12 de octubre de episodio de NXT, el stable hizo su debut en la primera ronda del torneo como cuatro personas encapuchadas. Los dos primeros miembros para desenmascarar eran Alexander Wolfe y Sawyer Fulton. Wolfe y Fulton derrotaron a Tye Dillinger y Bobby Roode para avanzar en el torneo, después de que éste abandonó a su compañero de equipo. Después de la pelea, los otros dos miembros resultaron ser Nikki Cross y Eric Young, ya que desenmascarados después de atacar a Dillinger indefensamente A la semana siguiente, Cross hizo su debut individual al derrotar a Danielle Kamela, sin embargo, la decisión fue revocada después de Cross atacara a Kamela.
El 30 de noviembre en NXT, Young se presentó con todo el equipo excepto Fulton, de quien tenía su chaqueta la cual, pisoteó (esto debido a la lesión de Fulton que lo mantendrá fuera por unos meses). Esa misma noche, se enfrentó a No Way Jose pero durante la lucha, Damian O'Connor hizo su debut en NXT, atacando a Jose para luego darle la victoria a Young.
El 25 de enero en NXT, O'Connor camibió su nombre a Killian Dain donde atacó a un jobber que se había enfrentado a Eric Young. 
En NXT TakeOver: Brooklyn III, Sanity ganaron los Campeonatos en Parejas de NXT ante The Authors of Pain, más tarde fueron atacados por Bobby Fish y Kyle O'Reilly.
En el episodio del 20 de septiembre de NXT, Sanity ayudó a Drew McIntyre contra The Undisputed Era, convirtiendo así el stable a face. En NXT TakeOver: WarGames, Young, Wolfe y Dain se enfrentaron a The Undisputed Era y al equipo de The Authors of Pain y Roderick Strong en un combate de WarGames, el primero en 20 años, pero finalmente se perdió cuando Young fue atrapado por Cole.
En el episodio del 20 de diciembre de NXT, Young y Dain perdieron el Campeonatos en Parejas de NXT ante Fish y O'Reilly. En NXT TakeOver: New Orleans el 7 de abril de 2018, Dain compitió sin éxito en un Ladder match de seis hombres para determinar al primer Campeón Norteamericano de NXT contra EC3, Lars Sullivan, Ricochet, Velveteen Dream y el eventual ganador fue Adam Cole.

#### SmackDown Live (2018-2019)
El 17 de abril en SmackDown Live, Sanity fue reclutado como parte de WWE Superstar Shake-up, pero Cross se queda en NXT para seguir su carrera en solitario, sin embargo, en un ciclo de P&R a Killian Dain, el mismo confirmó que ella pese a no estar con ellos, seguirá formando parte del Stable.
Su presentación en acción fue en el episodio del 19 de junio, en donde atacaron a The Usos, previo a una lucha que iban a tener, cambiando nuevamente a heel. En el episodio de SmackDown el 26 de junio, el Sanity hicieron su primera lucha siendo derrotados por el Campeón de los Estados Unidos Jeff Hardy y los Usos. En el episodio de SmackDown del 10 de julio, Sanity hicieron equipo con The Bludgeon Brothers (Harper y Rowan) fueron derrotados por Team Hell No (Daniel Bryan y Kane) y The New Day (Big E, Kofi Kingston y Xavier Woods).
El 15 de abril de 2019 a causa del Shake-Up, Eric Young fue a Raw abandonando el grupo junto con la llegada de Nikki Cross. Al día siguiente, Killian Dain anunció la separación definitiva de SAnitY, cuando él tuiteó a Young y Wolfe: "Los extrañaré terriblemente. ¡Tuvo el momento de mi vida como parte de la cordura! Eres fenomenal en el ring y fuera de él.  Gracias a todos los que nos apoyaron."

## En Lucha
- Doble Movimiento Final en Equipo
  - Devastation (Vertical suplex (Wolfe) / Front powerslam (Dain) combinación)[4]
- Movimiento Final con Eric Young
  - Youngblood (Wheelbarrow levantado y dejándose caer en una elevated neckbreaker)[5]
- Movimiento Final con Nikki Cross
  - Swinging fisherman neckbreaker[6]
- Tema de Entrada
  - "Controlled Chaos" by CFO$[7] (12 de octubre de 2016–2019)

## Campeonatos y logros
- WWE
  - NXT Tag Team Championship (1 vez) - Eric Young , Alexander Wolfe y Killian Dain.
  - NXT Year–End Award for Tag Team of the Year (2017) - Wolfe, Dain & Young[8]

- Wrestling Observer Newsletter
  - Lucha 5 estrellas (2018) Killian Dain vs. EC3 vs. Adam Cole vs. Ricochet vs. Lars Sullivan vs. Velveteen Dream en NXT TakeOver: New Orleans el 7 de abril